# Gert Portael
Gert Portael, née à Beerse (Belgique) le 7 janvier 1961, est une actrice belge néerlandophone, connue pour ses rôles dans Iedereen beroemd! (2000), La Maison du canal (2003) et Suspect (2005).

## Filmographie partielle

### Cinéma
- 1991 : De getemde feeks : Katharina
- 1992 : Daens : Zulma
- 1992 : Het contract
- 1994 : Gele verf
- 1994 : Niet voor publikatie : la vraie Myriam Van Hecke
- 1995 : De liegende doos
- 1995 : De vliegende doos
- 1995 : Kulderzipken : sœur Roger
- 1997 : Hombres Complicados : mère Declercq
- 1997 : Oktobernacht
- 1999 : De Bal
- 1999 : Het Peulengaleis
- 1999 : Shades : Night Porter
- 2000 : Brussel Nieuwsstraat
- 2000 : Iedereen beroemd! : Chantal Vereecken
- 2000 : Lijmen/Het Been : la femme à la banane
- 2000 : Miss Maria
- 2001 : Chris & Co
- 2001 : Olivetti 82 : Louise
- 2003 : A Piece of Cake : Madame
- 2003 : La Maison du canal : Jeanne
- 2004 : Elektra : Sam
- 2004 : Rupel
- 2005 : Bedankt voor de zalm
- 2005 : Suspect : la commissaire de police
- 2006 : Het ruikt hier naar stront : la mère
- 2006 : Zonder jou : Marleen
- 2007 : I.V.F. : le professeur
- 2007 : Man zkt Vrouw : Simone
- 2007 : Point off U : la mère
- 2010 : Duts : la caissière
- 2013 : In Rode Dromen : la mère

### Télévision
- 1999 : Heterdaad : Viviane Stockmans
- 1999-2007 : Flikken (série télévisée) : Linda De Jongh
- 2000-2001 : Recht op Recht (série télévisée) : Karin Kreus / Ingrid Schnell
- 2004-2010 : Witse : Anita Robbrechts / Frieda Rondelez
- 2004-2012 : Aspe (série télévisée) : Imelda Muyters / Thérèse Minne
- 2009 : Code 37 (série télévisée) : Lea
- 2013 : Met man en macht : l'infirmière